# Конституция Турции (1961)
Турецкая Конституция 1961 года (тур. Türkiye Cumhuriyeti Anayasası (1961)) — третья по счёту Конституция Турецкой Республики, действовавшая с 1961 по 1982 год. Принята на референдуме 9 июля 1961 года.

## Историческая ситуация
После окончания Второй мировой случился раскол в рядах Народно-республиканской партии. В майских выборах в Великое национальное собрание Турции 1950 года большинство голосов получила оппозиционная Демократическая партия. В стране был взят курс на демократизацию и либерализацию политической жизни.
В 1960-х годах в экономике Турции наметился кризис. В этой связи стала расти политическая напряжённость. Всё это вылилось в государственный переворот, случившийся в мае 1960 года.
Одним из последствий переворота стала отмена Конституции 1924 года. Произошло это 12 июня 1960 года. Спустя почти год, на референдуме была принята новая Конституция.

## Сущность Конституции
Новая редакция конституции отражала изменения, произошедшие в жизни Турции за несколько десятилетий и представляла собой буржуазную декларацию. Она  содержала некоторые гражданские права, которые не были подкреплены определёнными гарантиями со стороны государства. Конституция открыла некоторые ограниченные возможности для использования политических свобод. Она была далека от демократической конституции. В ней не были решены вопросы относительно проведения аграрной реформы, а также остался не решённым национальный вопрос.

## Отличие от Конституции 1924 года
Некоторые её положения имели существенные отличия от Конституции 1924 года. Отличия выражались в усилении исполнительной власти, изменении структуры ВНСТ и введении конституционного суда. Кроме того, её отличительными особенностями было введение принципа разделения властей и появление Конституционного суда, что позволило судебной власти стать самостоятельной ветвью.

## Содержание
Согласно положениям новой конституции, Турция была провозглашена национальным, демократическим, светским и социально-правовым государством, в котором верховная власть принадлежит турецкому народу.
Одним из особых мест в конституции занимали положения, провозглашавшие светские принципы: право на образование, верующего — на исполнение молитвы, право на свободу заявлять или не заявлять о своих религиозных чувствах. Статья 19 вводила прямой запрет эксплуатацию религиозных чувств в политических и личных целях.
Также, данная конституция защищала неприкосновенность основ государственного устройства. В ней провозглашались некоторые основные принципы государственного строя: незыблемость формы правления, независимость всех ветвей власти друг от друга, выборность и сменяемость представительных органов, периодическая отчётность исполнительных органов власти, гарантия независимость судебной власти.
Кроме того, в документе закреплялись положения, которые касались ВНСТ. Согласно им собрание состояло из национальной палаты и сената.
В состав национальной палаты входили 450 депутатов. Они избирались сроком на 4 года. Интересную структуру имел сенат. Он состоял из 150 членов и избирался на шесть лет. При этом, каждые 2 года его состав обновлялся на треть. 15 сенаторов назначались президентом Турции. Также, в его состав в качестве пожизненных членов входили все представители Комитета Национального Единства и бывшие президенты в независимости от своего возраста.
Значительное место в конституции было уделено социальной и экономической жизни. Признавались обычные для буржуазного государства гражданские права, но была оговорка о том, что все свои обязанности государство выполняет в зависимости от своих финансовых возможностей. Кроме того, оговаривалась отмена всех свобод при возникновении в стране каких-либо чрезвычайных ситуаций. В таких случаях совет министров имел неограниченное право объявлять в стране или на конкретной её части военное положение на два месяца. В дальнейшем меджлис мог продлевать его каждый раз ещё на два месяца. На такой территории отменялись все гарантии, предусмотренные конституцией, и вводилось военное законодательство.
Заложенные в документе права и свободы давали прогрессивным силам некоторые возможности вести борьбу за права трудящихся, за подлинную национальную независимость и прогресс страны.
Не имея отдельных положений, которые могли запретить радикальную деятельность, конституция никаким образом не ограничивала развитие национализма и политического Ислама.

## Особенности Конституции
Главная особенность конституции состояла в значимости бюрократов и чиновников всех уровней.
В конституции присутствовали положения о различных уровнях государственной администрации, раздел о статусе и ответственности государственных служащих. Особенно подчёркивалось то, что речь идёт и о служащих общественных экономических организаций, которые составляли основу государственного сектора страны.
Институт вмешательства государства в социально-экономическую сферу представлял собой целую систему,  конституционных положений, которые представляли этатизм.

## Попытка изменения Конституции
Правительство С. Демиреля предприняло попытку внести изменения в некоторые статьи конституции и полностью отменить статью 11. Принятие подобных поправок давало возможность бывшим членам Демократической партии, некоторым осуждённым за политические  преступления, а затем амнистированным, получить политические права.
Против этой идеи выступали пожизненные сенаторы, некоторые партии и властные структуры, а также высшие армейские чины и президент. В сложившейся ситуации сенат Турции принял решение о возврате в конституционную комиссию проекта закона о внесении поправок в статьи конституции и об отмене 11 статьи.
Следовательно, ещё одна попытка правящей партии изменить неугодные ей статьи конституции потерпела провал.